# KBSニュース12
『KBSニュース12』（ケー・ビー・エス・ニュース・トゥエルブ、朝: KBS 뉴스 12、英: KBS NEWS 12）は、韓国・KBS第1テレビ放送で生放送されているニュース番組である。

## 概要
2005年12月1日の大幅な番組改定の実施をきっかけに、それまで20分のストレートニュース番組であった『KBS正午ニュース』の時間枠を3倍の1時間に拡大して放送を開始したものである。なお韓国の祝日（旧暦元日前後数日含む）と土曜日・日曜日は従来に同じくストレートニュース10分である。日本では「KBS WORLD」で2015年9月30日まで同時放送されていた。（韓国の祝日で放送がない場合、ストレートニュース10分終了後は別番組を編成。その旨はKBSワールドホームページに掲載される。土・日曜は元から放送がないが、かつては放送されたことがある）
番組では聴覚障害者にも情報を伝達できるように、前半の約45分は手話ニュースの形式を取っており、また2011年11月からは韓国で初となる視覚障害者のアシスタントキャスターを迎えて、生活関連・福祉関連のニュースを提供している。この視覚障害者のキャスターは、原稿を点字ライターで打ったものをなぞって原稿を読み上げていた。2014年ごろから、このアシスタントキャスターが交代し、車いすに乗る身体障害者の女性が担当するようになった。

## 放送時間
祝日または特別番組が編成される場合、『KBSニュース』として放送される。緊急ニュースや特集ニュースを放送する場合、『KBSニュース特報』や特集編成で放送される。
（表記はすべて、KSTである。）
| 期間       | 期間       | 放送時間（KST）                    | 放送時間（KST）             |
| ---------- | ---------- | ---------------------------------- | --------------------------- |
| 2005.12.01 | 2014.08.29 | 平日 12:00 - 13:00 （60分）        | 平日 12:00 - 13:00 （60分） |
| 2014.09.01 | 2015.04.03 | 平日 12:00 - 12:55 （55分）        | 平日 12:00 - 12:55 （55分） |
| 2015.04.06 | 2017.09.01 | 平日 12:00 - 13:00 （60分）        | 平日 12:00 - 13:00 （60分） |
| 2017.09.04 | 2018.01.23 | 平日 12:00 - 12:30 （30分）        | 平日 12:00 - 12:30 （30分） |
| 2018.01.24 | 2018.02.02 | 平日 12:00 - 12:10 （10分）        | 平日 12:00 - 12:10 （10分） |
| 2018.02.05 | 2018.02.09 | 平日 12:00 - 12:40 （40分）        | 平日 12:00 - 12:40 （40分） |
| 2018.02.12 | 2018.02.12 | 平日 12:00 - 12:10 （10分）        | 平日 12:00 - 12:10 （10分） |
| 2018.02.13 | 2018.02.13 | 平日 12:20 - 12:50 （30分）        | 平日 12:20 - 12:50 （30分） |
| 2018.02.14 | 2018.02.14 | 平日 12:00 - 12:40 （40分）        | 平日 12:00 - 12:40 （40分） |
| 2018.02.15 | 2018.02.21 | 平日 12:00 - 12:10 （10分）        | 平日 12:00 - 12:10 （10分） |
| 2018.02.22 | 2018.02.23 | 平日 12:00 - 12:40 （40分）        | 平日 12:00 - 12:40 （40分） |
| 2018.02.26 | 2018.03.30 | 平日 12:00 - 12:30 （30分）        | 平日 12:00 - 12:30 （30分） |
| 2018.04.02 | 2018.04.06 | 月曜 - 木曜 12:00 - 12:30 （30分） | 金曜 12:00 - 12:20 （20分） |
| 2018.04.09 | 現在       | 平日 12:00 - 13:00 （60分）        | 平日 12:00 - 13:00 （60分） |

## 現在の担当者

### キャスター
- ジョン・ユンソプ（정윤섭）記者
- イ・スンヒョン（이승현）アナウンサー

### その他
- イ・チャンフン（이창훈）キャスター（生活ニュース担当）
- イ・ジヨン（이지연）アナウンサー（特特！マガジン担当）
- ノ・ウンジ（노은지）気象キャスター（天気担当）

その他、スポーツニュース、国際ニュース、株式市況を担当する記者、手話ニュース担当のアシスタントキャスター（各部署の記者と手話担当者は日替わり）が出演する。

## 内容
- ヘッドラインニュース
- ニュース詳細
- 生活・福祉ニュース
- インターネット情報
- 国際ニュース
- スポーツニュース
- 世界の放送機関のトップニュース
  - NHKニュースおはよう日本からのニュースも取り上げられているが、大抵は「まちかど情報室」のコーナーが取り上げられる
- 株式市況（KOSPI）
- 天気予報